# Ermacora
Ermacora  è un nome proprio di persona italiano maschile.

## Varianti
- Maschili: Ermagora[2][3][4]

### Varianti in altre lingue
- Croato: Mohor
- Friulano: Macôr[5]
- Sloveno: Mohor
- Tedesco: Hermagor, Machor[6][7][8][9]
- Veneto: Marcuola

## Origine e diffusione
Deriva dal nome greco Ερμαγόρας (Hermagoras), latinizzato in Hermagŏras; il primo elemento è Hermes, il messaggero degli dèi nella mitologia greca, corrispondente al romano Mercurio, mentre il secondo è tratto probabilmente da ἀγορά (agorà, "piazza", "riunione", "consiglio", "pubblica tribuna") oppure da αγορεύω (agoreuo, "parlare in pubblico"), per cui il significato viene interpretato come "consiglio di Ermes" o come "eloquente come Ermes".
È ormai un nome raro, diffuso principalmente nel Friuli ed in Slovenia, ovvero nei territori che furono parte dell'antico Patriarcato di Aquileia, per il culto di sant'Ermacora, primo vescovo della comunità di Aquileia, patrono, assieme a san Fortunato, del Friuli-Venezia Giulia e delle arcidiocesi di Udine e Gorizia nonché di quella di Lubiana. Ermacora è inoltre un cognome frequente in Friuli ma lo è di più nella sua forma in lingua friulana Macôr, da cui derivano anche i vari Macoretti, Macorini, Macorutti, Macoratti, Macorig ed altri.

## Onomastico

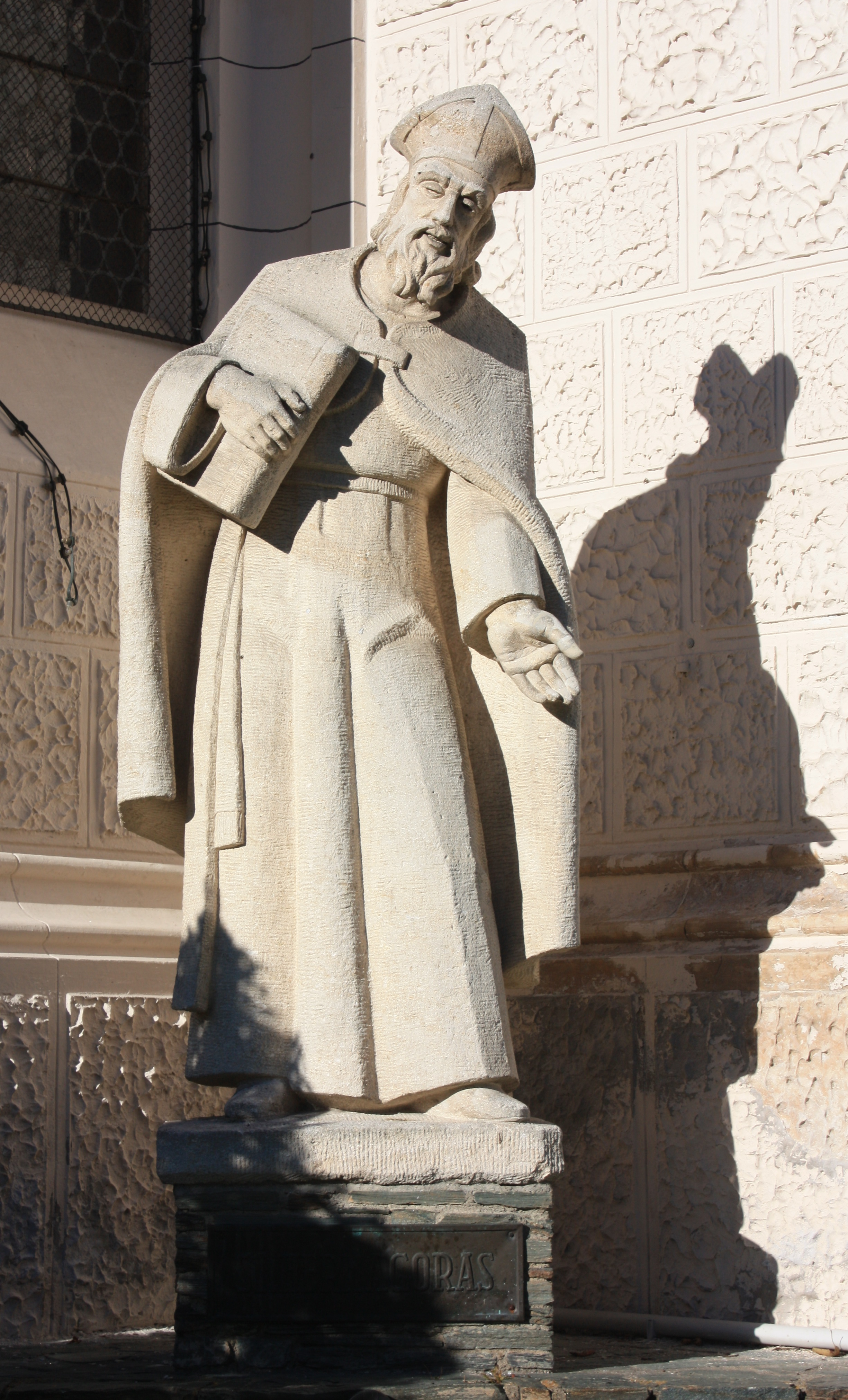
Statua di sant'Ermacora a Hermagor

L'onomastico è festeggiato il 12 luglio in ricordo di sant'Ermacora, primo vescovo della comunità di Aquileia.

## Persone
- Ermacora, martire e primo vescovo di Aquileia, venerato come santo cristiano
- Ermacora Zuliani, militare italiano

### Variante Ermagora
- Ermagora di Temno, retore greco antico